# Phryganodes antongilensis
Phryganodes antongilensis là một loài bướm đêm trong họ Crambidae.